# Gloomy Sunday
«Gloomy Sunday» (укр. Сумна неділя) — угорська пісня 1933 року, відома також у переспівах різними мовами. Музику до неї написав піаніст Реже Шереш, а оригінальний угорський текст — Ласло Явор. Первинна угорська назва — Vége a világnak (Кінець світу) або поширеніша Szomorú vasárnap ([ˈsomoruː ˈvɒʃaːrnɒp]) (Сумна неділя). Назва Gloomy Sunday стосується лише англомовних версій пісні, завдяки яким вона стала популярною за межами Угорщини.
Текст Явора є жалобою за втраченим коханням і обітницею чоловіка вчинити самогубство, аби зустрітися з коханою в іншому світі. Пісня відома як «угорський гімн самогубців», через міську легенду, яка стверджувала, що багато людей було знайдено мертвими з ознаками самогубства під її звучання.
Причини такого можливого впливу пов'язані з часом появи пісні: «Сумна неділя» з'явилася на гребені економічної кризи початку 1930-их, яка спричинила високий рівень безробіття, через що люди здебільшого були песимістично налаштовані щодо свого майбутнього.

## Біллі Голлідей
Хоча цю пісню записували й виконували багато співаків, вона часто асоціюється з Біллі Голідей, в чиїй версії 1941 року пісня стала хітом. Через непідтверджені будапештські легенди, начебто пісня надихнула сотні людей до самогубства, у Сполучених Штатах її прозвали «Hungarian suicide song» (Угорська пісня самогубства). Втім чутки про суїцидальний вплив пісні було навмисно поширено задля її маркетингового успіху. Все ж Gloomy Sunday було заборонено на BBC аж до кінця 20-го століття (можливо, в контексті повоєнних соціальних труднощів).

## Міські легенди
Існує багато міських легенд, пов'язаних із піснею, в яких найчастіше йдеться про велику кількість самогубств, спричинених нею, а також про численні заборони в трансляції пісні на радіо. Проте більшість із цих чуток залишаються необґрунтованими.
В січні 1968 року Реже Шереш, автор музики до пісні, вчинив самогубство в Будапешті; він вижив після падіння з вікна, проте згодом повісився в лікарні. Ймовірно, не через пісню, а через депресію, пов'язану зі своїм ув'язненням та смертю своєї матері в нацистському концтаборі.
1997 року Біллі Маккензі, вокаліст шотландського гурту The Associates (який записав кавер на пісню Голідей 1982 року), вчинив самогубство біля будинку свого батька в Данді (через депресію, пов'язану зі смертю матері).

## Версії пісні
- 1935 — Пал Калмар (угорською «Szomorú vasárnap»; слова Ласло Явора)
- 1935 — Пол Робсон (слова Десмонда Картера)
- 1935 — Петро Лещенко (російською «Мрачное воскресенье»)
- 1936 — Гол Кемп зі своїм оркестром (слова Сема Льюїса)
- 1936 — Пол Вітмен
- 1936 — Дамія (французькою «Sombre Dimanche»; слова Жана Мареза та Франсуа-Евжена Ґонди)
- 1936 — Норіко Авая (японською «Kurai Nichiyobi»)
- 1941 — Біллі Голідей (слова Сема Люїса)
- 1957 — Джош Вайт
- 1958 — Мел Торме
- 1959 — Ейла Пеллінен (фінською «Surullinen sunnuntai»)
- 1961 — Сара Вон
- 1961 — Лорес Александрія
- 1961 — Дороті Ешбі
- 1962 — Лу Ролз
- 1967 — Carmen McRae
- 1968 — Genesis (американський гурт)
- 1969 — Рей Чарлз
- 1972 — Віктор Клименко (російською «Она перед иконой»)
- 1980 — Лідія Ланч
- 1981 — Елвіс Костелло (слова Сема Люїса, Реже Шереша)
- 1982 — Associates
- 1983 — Swans Way
- 1983 — Жак Калон (Sombre Dimanche)
- 1983 — Марк Алмонд (слова Сема Люїса, Реже Шереша)
- 1984 — Петер Вольф (слова Сема Люїса, Реже Шереша)
- 1986 — Christian Death (слова Сема Люїса, Реже Шереша)
- 1987 — Dead Milkmen
- 1987 — Серж Ґенсбур (французькою)
- 1991 — The Singing Loins
- 1992 — Діаманда Ґалас (слова Десмонда Картера)
- 1992 — Шинейд О'Коннор
- 1995 — Gitane Demone
- 1996 — Mystic
- 1996 — Сара Маклакхлан (слова Сема Льюїза)
- 1998 — Маріанна Фейтфул
- 1998 — Денні Майкл (англійською)
- 1999 — The Smithereens
- 1999 — Бйорк
- 2000 — Kronos Quartet (інструментальна)
- 2000 — Сара Брайтман (слова Сема Льюїса)
- 2002 — Іва Біттова
- 2003 — Едвін Мартон Edvin Marton
- 2003 — Hot Jazz Band
- 2004 — Branford Marsalis
- 2004 — MC Sniper (MC 스나이퍼) (хіп-хоп версія корейською мовою)
- 2005 — Jaurim
- 2005 — Eminemmylou z udziałem Legs MC (wersja rap)
- 2005 — Venetian Snares під угорською назвою «Öngyilkos vasárnap» («Неділя самогубства»); пісня містить семпл версії Біллі Голідей.
- 2006 — Анґела Пока за участі Аніти Горнай
- 2006 — Tsukimono (на сервісі Famousfor15mb.com)
- 2006 — Red Sky Mourning
- 2006 — Лусія Хіменес
- 2006 — Zaorany kytky
- 2007 — Candie Payne
- 2009 — Емілі Отем (слова Сема Люїса — лише перші дві строфи.)
- 2009 — Гітер Нова
- 2010 — Pallbearer
- 2010 — Марк Сінніс
- 2011 — Leander & Attila Voros (угорський метал-дует)
- 2011 — UZALA
- 2011 — Марісса Надлер та Раян Лі Кросбі
- 2013 — Diamant кавер-версія пісні «Похмура неділя» [Архівовано 13 липня 2015 у Wayback Machine.]

## В популярні культурі
- 1999 року у світ вийшов фільм німецького режисера Рольфа Шубеля Ein Lied von Liebe und Tod (Пісня про любов і смерть), сюжетно пов'язаний із міжвоєнним Будапештом.
- На початку фільму Стівена Спілберга «Список Шиндлера» 1993 року грає ця композиція.

## Оригінальний текст
Слова пісні авторства Ласло Явора.
| Szomorú vasárnap száz fehér virággal vártalak kedvesem templomi imával. Álmokat kergető vasárnap délelőtt, bánatom hintaja nélküled visszajött. Azóta szomorú mindig a vasárnap, könny csak az italom, kenyerem a bánat. Szomorú vasárnap. | Utolsó vasárnap kedvesem gyere el, pap is lesz, koporsó, ravatal, gyászlepel. Akkor is miránk vár, virág és — koporsó. Virágos fák alatt utam az utolsó. Nyitva lesz szemem, hogy még egyszer lássalak. Ne félj a szememtől, holtan is áldalak… Utolsó vasárnap. |